# 業務用
業務用（ぎょうむよう）とは、法人（企業や学校、官公庁）など、一般家庭以外の用途を前提として開発された製品のこと。
これに対し、一般家庭用向けの製品は、『家庭用』や『民生用』（みんせいよう）と呼ばれる。

## 電化製品
テレビ、カムコーダ、VTR、オーディオ、エアコン、洗濯機、冷蔵庫など、家庭用電化製品の殆どには、1年以上のメーカー保証がある。この内、テレビの場合は、市役所や病院などの待合室や公民館などで採用される場合がある。また、カムコーダやVTRなどの内、比較的性能の高い製品の場合は、民生用であっても、制作プロダクションなど映像制作のプロの世界で活用される場合もある。しかし、家庭用電化製品として発売された場合、多くはごく普通の一般家庭で使用される事を想定しているため、一般家庭以外の用途はメーカー保証の対象外とされている。従って、これらの用途に家庭用電化製品を使用して万が一故障した場合が、メーカー保証の期間中であっても、有償修理となる。
業務用の電化製品は電圧が200Vの単相ないし三相の電源で稼動するよう設計されているものが多い。
中には、民生用の上位機種にオプションを付けたものが業務用として使われるものもある。

## 自動車
事業用自動車（じぎょうようじどうしゃ）とは、旅客や貨物を運送し、専らその運送自体を商業的行為とする各種事業に使われる車両をいう。貨物輸送であれば、第一種免許で運転出来るが、旅客輸送の場合には、第二種免許が必要となる。また、第二種免許を持つドライバーであっても、旅客運送に自家用自動車（いわゆる「マイカー」）を使用すると、白タク行為となり、道路運送車両法で罰せられる。ただし、身体障害者や要介護者の移送を行う「福祉有償運送」や、一部のコミュニティーバスで見られる「自家用有償旅客運送」のように、旅客運送に自家用自動車を使用しても罰せられない例外もある。
なお、事業用自動車と自家用自動車は、ナンバープレートではっきりと区別できる。人を乗せる車両でも白タク行為には当たらないものとしては、学習塾の送迎バスなど、旅客運送目的以外のものがある。

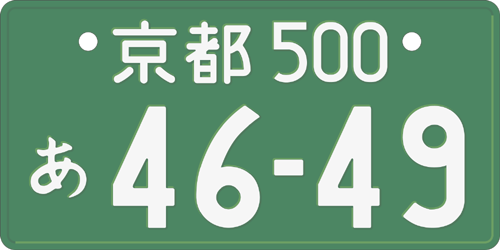
事業用自動車のナンバー
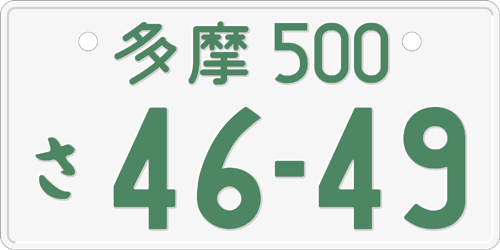
（参考）自家用自動車のナンバー
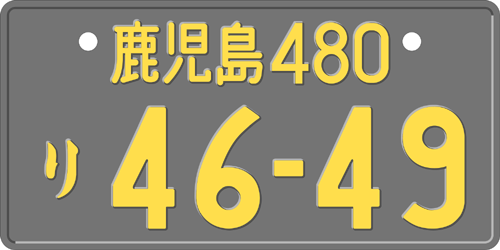
事業用軽自動車のナンバー
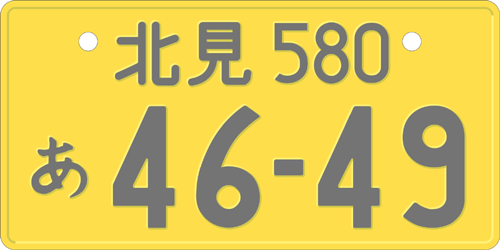
（参考）自家用軽自動車のナンバー

## ゲーム機
ゲームセンターに設置してあるアーケードゲーム機は「業務用ゲーム機」と呼ばれることがある。

## 食料品・日用品
食料品や日用品にも業務用パッケージと呼ばれるものが存在する。家庭用の同等品と異なり、化粧箱に入っておらずに簡易包装になっているものが多く、大口需要家に合わせて家庭用に比べて大きめのサイズ（パッケージ全体で1kg以上が一般的）になっていることが一般的である。食料品の場合、主に冷凍食品やレトルト食品、調味料などがレストランなどで使う事を目的に業務用パッケージが存在し、家庭用と違って調理方法やレシピのサンプルなどの専門家には不要なものは掲載されていない事も多い。日用品の場合は洗剤などが存在する。
その代わりに、単価あたりのコストが安く、空き箱などのゴミが出にくいといった利点があり、専門家に限らず一般からもある程度の需要があるため、大型のスーパーマーケットなどでは一般向けに業務用パッケージが販売されている事もある。